# Christopher Ciccone
Christopher Ciccone (ur. 22 listopada 1960 w Bay City, zm. 4 października 2024) – amerykański artysta, dekorator wnętrz i projektant; młodszy brat Madonny.
Christopher Ciccone  był piątym z sześciorga dzieci Silvio Anthony’ego Ciccone i Madonny Louise Ciccone (z domu Fortin), którzy pobrali się 1 lipca 1955, zaraz za Anthonym (ur. 1956), Martinem (ur. 1957), Madonną, (ur. 1958), Paulą (ur. 1959) a przed Melanie (ur. 1962).
Christopher rozpoczął swoją karierę zawodową jako tancerz w La Groupe de La Place Royal w Ottawie. Po raz pierwszy pojawił się publicznie ze swoją siostrą, Madonną w 1982, kiedy wystąpił w jej teledysku Everybody. Przez długi czas zajmował się projektowaniem wnętrz licznych rezydencji piosenkarki w Nowym Jorku, Los Angeles i Miami. Pracował jako asystent, projektant kostiumów, stylista i dyrektor artystyczny. Jego doświadczenie artystyczne i zawodowe obejmuje wachlarz od wystaw sztuki, przez reżyserię i projektowanie dużych tras koncertowych dla Madonny (Blond Ambition 1990; Girlie Show 1993), teledysków (Dolly Parton, Tony Bennett) i filmów, po komercyjne projektowanie wnętrz i mebli. Jego prace były prezentowane w Nowym Jorku, Los Angeles, Paryżu i Londynie.
Christopher Ciccone był otwartym gejem. Jego mężem był brytyjski aktor Ray Thacker. Zmarł 4 października 2024 na raka.

## Publikacje
- Life with My Sister Madonna, 2008, wyd. pol. Moje życie z Madonną, tł. Maria Frączak, Wyd. Hachette Polska, ISBN 978-83-7575-607-4[7]

## Na ekranie
- Everybody, teledysk, 1982
- Holiday, teledysk, 1983, z udziałem przyjaciółki Madonny – Eriki Belle(inne języki)[8]
- W łóżku z Madonną, 1991
- The Girlie Show - Live Down Under, 1993[9]
- The Janice Dickinson Modeling Agency, serial 2006
- Twisted, serial, 2015[3]